# كريستوفر سي. ماكغراث
كريستوفر سي. ماكغراث هو عضو هيئة تدريس جامعية ‏ ومحامي وقاضي وسياسي أمريكي، ولد في 15 مايو 1902 في نيويورك في الولايات المتحدة، وتوفي بنفس المكان في 7 يوليو 1986. نشط حزبياً في الحزب الديمقراطي.

## مناصب
- انتخب قاضي (1952 – 1966).
- انتخب قاضي (1935 – 31 ديسمبر 1948).
- انتخب عضو جمعية ولاية نيويورك  [لغات أخرى]‏ (1928 – 1935).
- انتخب عضو مجلس النواب الأمريكي [الإنجليزية]‏ وقد انضم خلال فترته النيابية (3 يناير 1949 – 3 يناير 1953) للكتلة البرلمانية الحزب الديمقراطي.